# مينو ريفيس
مينو ريفيس (مواليد 1946) كاتب ومترجم وسياسي إيراني سابق. 

## السيرة الشخصية
ولدت ريفز في طهران بإيران عام 1946. كانت سياسية حتى عام 1979. في وقت الثورة الإيرانية ، كان ريفز السكرتير الدولي للملكة فرح ديبا.  كان ريفز متزوجًا من البروفيسور نايجل ريفز.

## الكتب
●محاربات الله. 
●خلف عرش الطاووس.
● محمد في أوروبا.